# نوردفيست بلوك

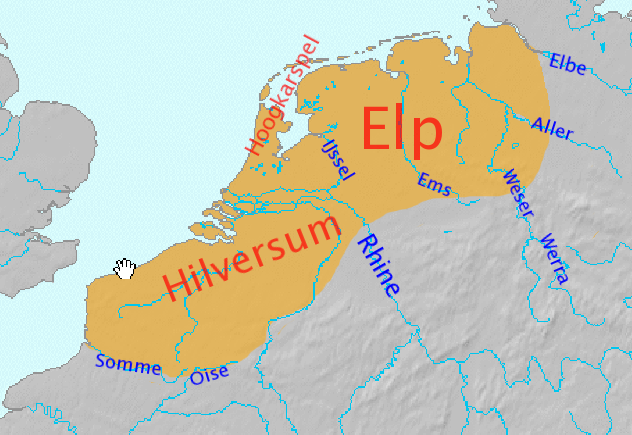

نوردفيست بلوك أو «الكتلة الشمالية الغربية» هي منطقة ثقافية افتراضية شمال غرب أوروبا اعتقد العديد من العلماء أنها ثقافة من عصور ما قبل التاريخ فيما يعرف اليوم بهولندا، بلجيكا، شمال بفرنسا، وشمال غرب ألمانيا في منطقة محاطة تقريباً بأنهار سومه، واز ، نهر الميز، إلبه، وربما تمددت إلى الجزء الشرقي لما هو الآن إنجلترا أثناء العصر البرونزي والحديدي من الألفية الثالثة وحتى الأولى قبل الميلاد حتى بداية المصادر التاريخية في القرن الأول ما قبل الميلاد.